# مقاطعة ماريون (أوهايو)
مقاطعة ماريون (بالإنجليزية: Marion County)‏ هي إحدى مقاطعات ولاية أوهايو في الولايات المتحدة الأمريكية.